# CP-55940
CP-55940 – związek organiczny z grupy syntetycznych kannabinoidów, o działaniu zbliżonym do tetrahydrokannabinolu. Został otrzymany po raz pierwszy przez Pfizer w 1974 roku. Nie ma zastosowań medycznych ze względu na silne działanie psychoaktywne. CP-55940 wiąże się prawdopodobnie do tego samego miejsca receptora CB1 co THC, przy czym CP-55940 wykazuje silniejsze powinowactwo do tego receptora (stosunek ich stężeń inhibicyjnych IC50 wynosi ok. 5).